# Коренеплоди

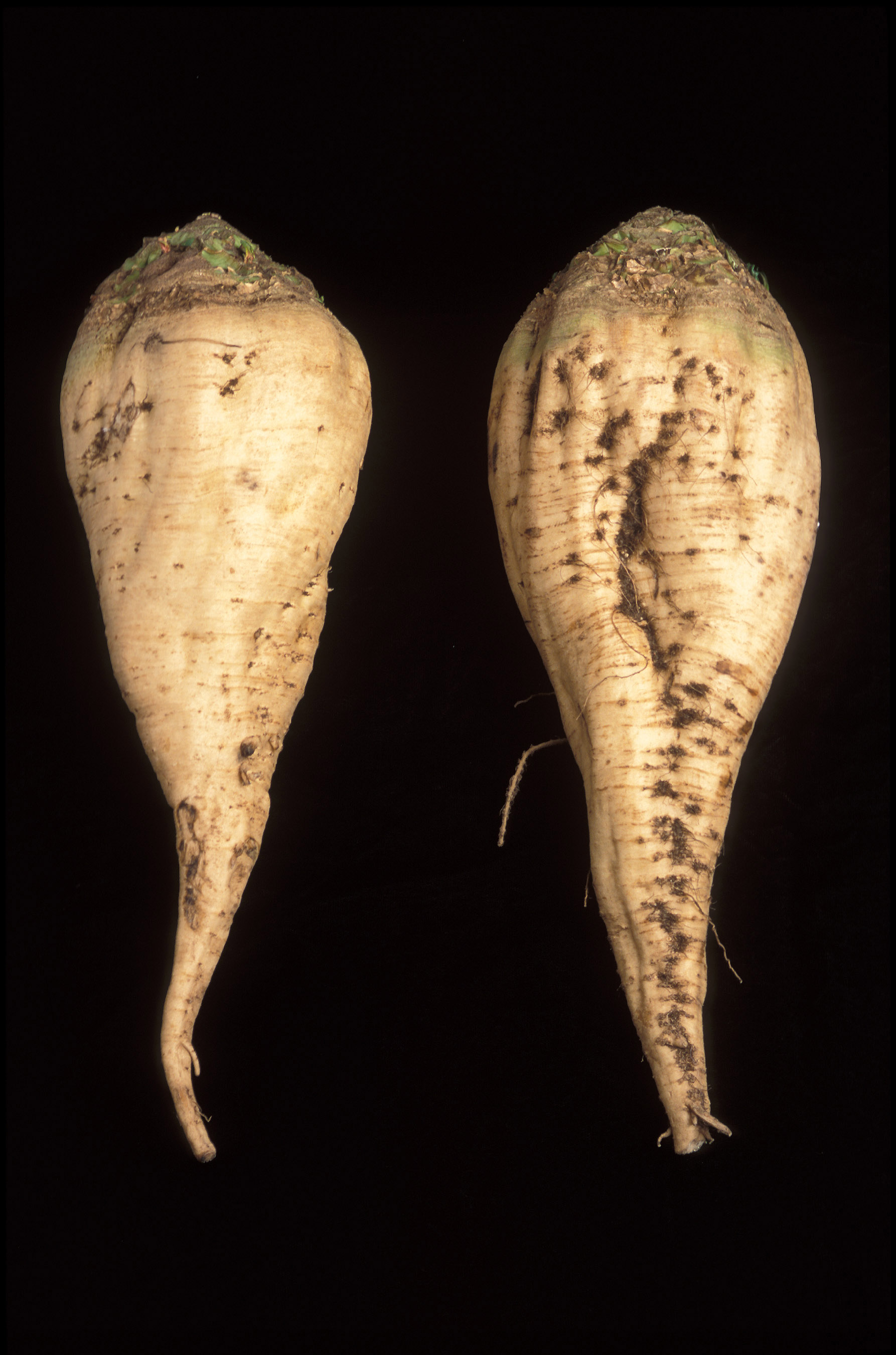
Буряк цукровий (Beta vulgaris saccharifera)

Коренеплодом називають видозмінений потовщений головний корінь, який при основі має вкорочений пагін та виконує функцію накопичення запасу поживних речовин.
У коренеплоду розрізняють голівку — вкорочену стеблову частину з листками; шийку — найтовстішу частину, яка утворилася за рахунок гіпокотилю; власне корінь, від якого відходять бічні корені.
Отже, в утворенні коренеплоду частково бере також участь стеблова частина рослини.

## Типи коренеплодів
Розрізняють коренеплоди трьох типів:
флоемного, ксилемного та бурякового (полікамбіального) типу.
- У коренеплодів флоемного типу більшу частину займає паренхіма вторинної кори, де і в основному накопичуються запасні продукти (наприклад, морква).
- У коренеплодів ксилемного типу основним місцем накопичення поживних речовин є паренхіма ксилеми (наприклад, ріпа).
- Коренеплід буряка має певні особливості будови: він належить до так званого полікамбіального типу коренеплодів.

Коренепло́ди, рослини, які вирощують заради їхніх їстівних коренів (які можуть бути, а можуть і не бути справжніми коренями). Основними тропічними коренеплодами є маніока і ямс.
Вони займають друге місце за важливістю в харчуванні людини після зернових культур. У коренях міститься багато вуглеводів, але відсоток білків рідко перевищує 2%, відповідно, люди, основним харчуванням яких є коренеплоди, можуть мати нестачу протеїну.